# Regiunea Plovdiv
Regiunea Plovdiv este o regiune (oblast) din centrul Bulgariei. Se învecinează cu regiunile Loveci, Gabrovo, Stara Zagora, Haskovo, Kârgeali, Smolian, Pazargik și Sofia. Capitala sa este orașul omonim. Are în componență 18 obștine (comune):
- Asenovgrad
- Brezovo
- Kaloianovo
- Karlovo
- Lăki
- Marița
- Plovdiv
- Părvomai
- Rakovski
- Rodopi
- Sadovo
- Săedinenie
- Kricim
- Peruștița
- Stamboliiski
- Kuklen
- Sopot
- Hisarea